# Butch Tshomba
Butch Tshomba (Schaarbeek, 4 oktober 1975) is een Belgisch voormalig basketballer. Zijn broers Duke Tshomba, Douglas Tshomba en Lloyd Tshomba waren ook profbasketballers.

## Carrière
Tshomba speelde collegebasketbal voor Missouri State Bears en speelde dan een jaar in de eerste klasse voor Blue Fox Gent. Van 2001 tot 2003 speelde hij voor de Basket Groot Leuven, hij speelde net daarvoor kort voor Mitteldeutscher BC in Duitsland. Hij keerde voor het seizoen 2003/04 terug naar Duitsland bij TSK Würzburg.
Van 2004 tot 2005 speelde hij opnieuw in de Belgische hoogste klasse nu bij Union Huy. Na een seizoen zette hij een stap terug en ging spelen voor Excelsior Brussels en later Athletics BC Brussels.